# Roštár
Roštár (deutsch Rester, ungarisch Restér) ist eine Gemeinde im Osten der Slowakei mit 701 Einwohnern (Stand 31. Dezember 2024), die zum Okres Rožňava, einem Teil des Košický kraj, gehört.

## Geographie
Die Gemeinde befindet sich im südöstlichen Teil des Slowakischen Erzgebirges im Tal des Baches Hankovský potok im Einzugsgebiet des Štítnik. Das Ortszentrum liegt auf einer Höhe von 324 m n.m. und ist 17 Kilometer von Rožňava entfernt.
Nachbargemeinden sind Koceľovce im Norden, Petrovo im Nordosten, Nižná Slaná im Osten, Štítnik im Süden und Ochtiná im Westen.

## Geschichte

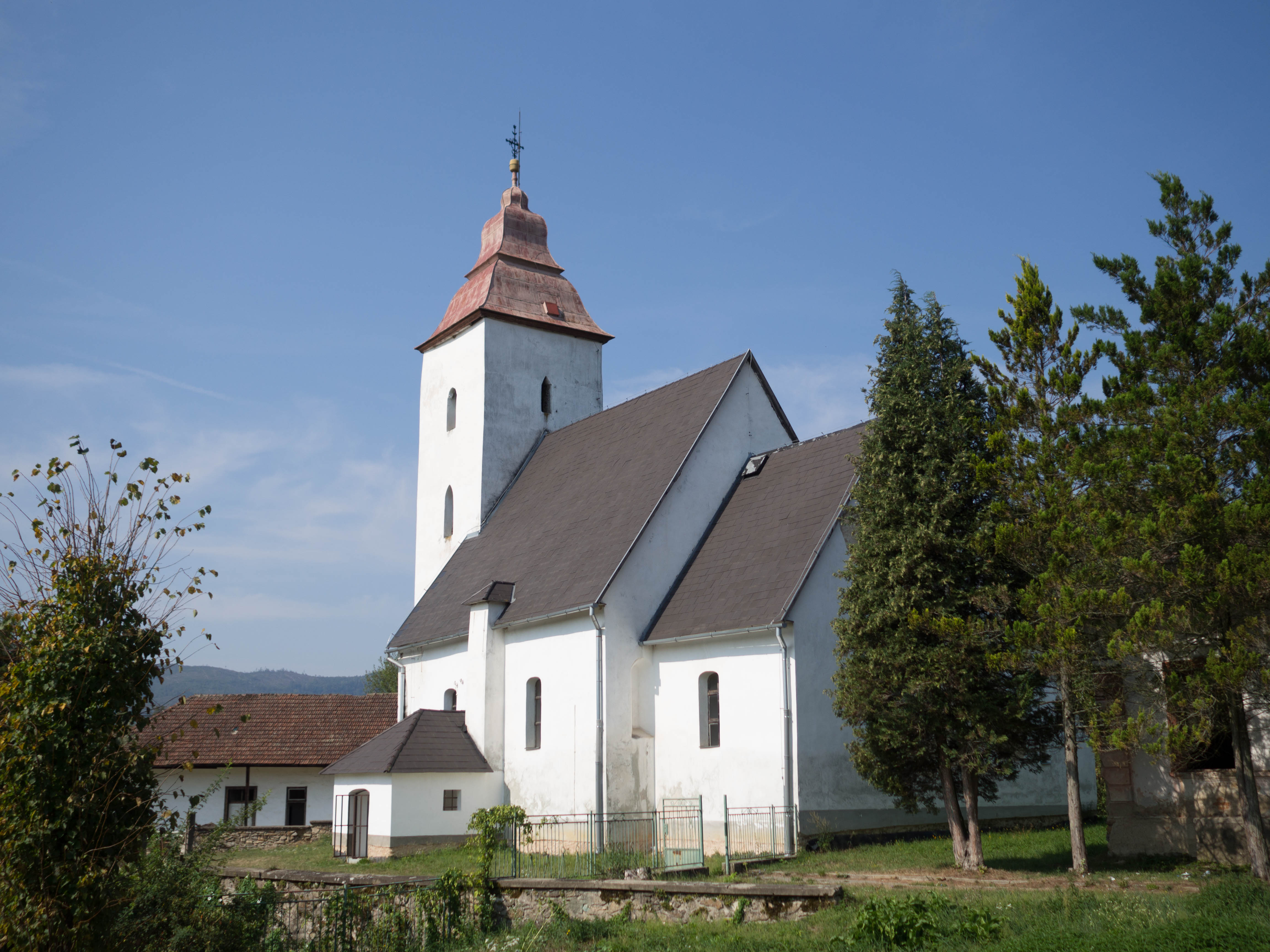
Evangelische Kirche

Roštár wurde zum ersten Mal 1318 als Rester schriftlich erwähnt, entstand aber in der zweiten Hälfte des 13. Jahrhunderts als Bergbausiedlung. Sie war Besitz des Geschlechts Bebek, das 1427 33 Porta im Ort besaß. Damals waren Haupteinnahmequellen Bergbau sowie Arbeit in Hammerwerken. Ab dem 17. Jahrhundert wechselten sich mehrere Familien des niederen Adels im Besitz des Ortes, gleichzeitig wurde Landwirtschaft Haupteinnahmequelle. 1828 zählte man 48 Häuser und 378 Einwohner, die als Fuhrmänner, Landwirte, Arbeiter in Industriewerken sowie als Saisonarbeiter beschäftigt waren. 1869 brannte das ganze Dorf aus.
Bis 1918/1919 gehörte der im Komitat Gemer und Kleinhont liegende Ort zum Königreich Ungarn und kam danach zur Tschechoslowakei beziehungsweise heute Slowakei.

## Bevölkerung
| Jahr                | 1994 | 2004    | 2014     | 2024     |
| ------------------- | ---- | ------- | -------- | -------- |
| Anzahl der Personen | 495  | 538     | 609      | 701      |
| Unterschied         |      | +8,68 % | +13,19 % | +15,10 % |

| Jahr                | 2023 | 2024    |
| ------------------- | ---- | ------- |
| Anzahl der Personen | 676  | 701     |
| Unterschied         |      | +3,69 % |

Nach der Volkszählung 2011 wohnten in Roštár 553 Einwohner, davon 460 Slowaken, 58 Roma, sechs Magyaren und ein Tscheche. Ein Einwohner gab eine andere Ethnie an und 27 Einwohner machten keine Angabe zur Ethnie.
230 Einwohner bekannten sich zur Evangelischen Kirche A. B., 27 Einwohner zur römisch-katholischen Kirche, drei Einwohner zur evangelisch-methodistischen Kirche und drei Einwohner zur reformierten Kirche. 254 Einwohner waren konfessionslos und bei 39 Einwohnern wurde die Konfession nicht ermittelt.

## Bauwerke und Denkmäler

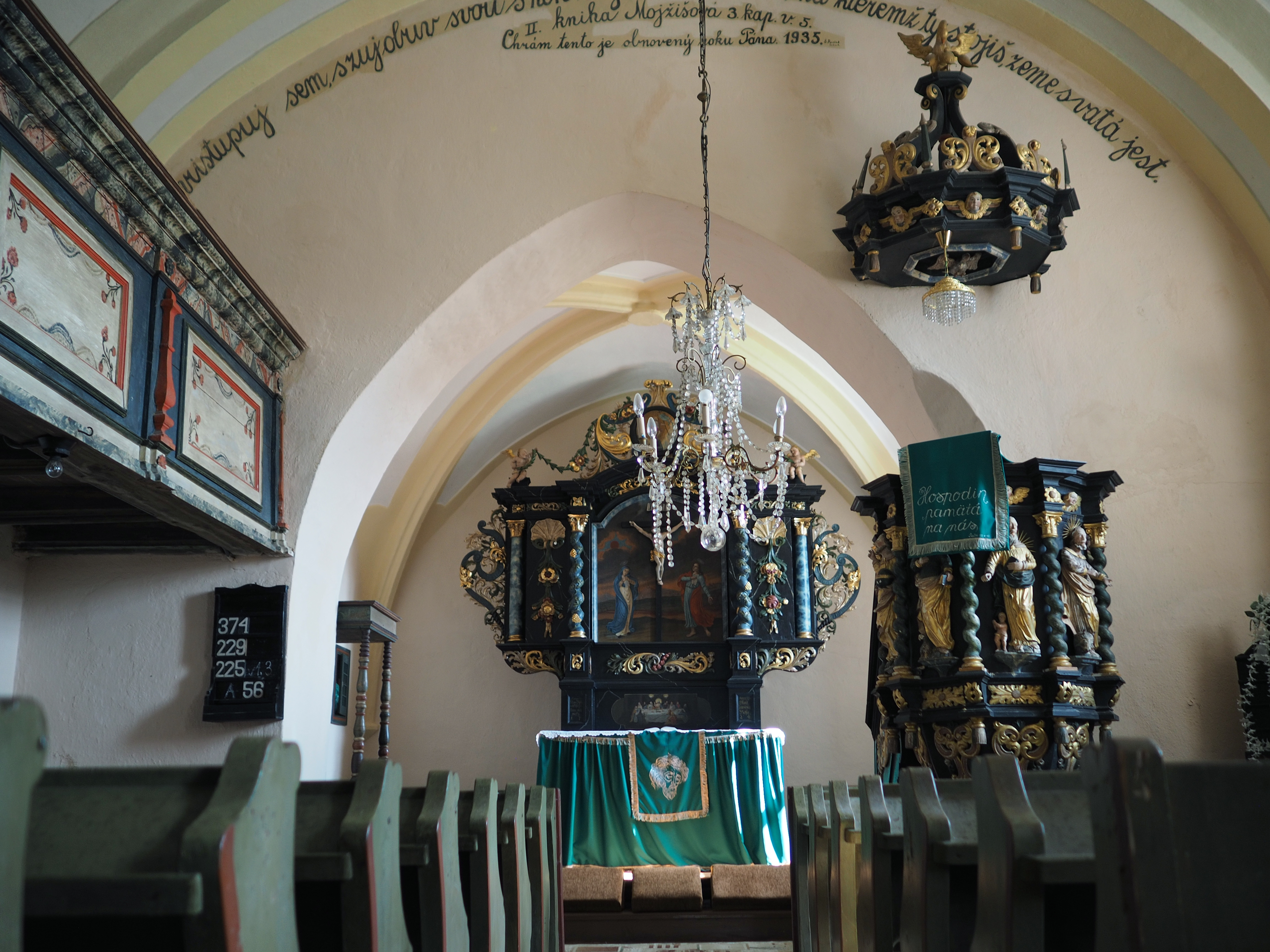
Altar und Kanzel der Kirche

- evangelische Kirche im gotischen Stil aus dem letzten Viertel des 13. Jahrhunderts, ursprünglich römisch-katholische Andreaskirche. Das Innere ist nach einem Brand im Jahr 1689 weitgehend im Barockstil gestaltet und erhielt zur gleichen Zeit die bis heute vorhandene Innenausstattung. Die Trockenmalerei ist schwer beschädigt.[6]